# がん相談支援センター
がん相談支援センター（がんそうだんしえんセンター）は、厚生労働省によって指定された全国のがん診療連携拠点病院、小児がん拠点病院、地域がん診療病院に設置が義務づけられている、がんに関する相談支援を行う窓口。
がん診療連携拠点病院制度の改定に伴い2006年2月より設置が始まった。

## 相談支援の内容
相談支援センターの病院にかかっているがん患者だけではなく、他の病院にかかっている患者やその家族、親戚、知人、医療関係者など誰でも利用することができることが特徴である。匿名での相談も可能であり、相談料は無料。
相談方法は、対面相談、電話相談、FAX相談、電子メール相談があるが、病院によって異なる。
主な相談支援内容としては、がんによるつらい気持ちに対する心理的サポート、担当医と患者との間の円滑なコミュニケーションの支援、療養生活や治療に伴う不安に対する支援や提案、医療費、生活費、社会福祉制度に関する相談や制度の紹介、ホスピス・緩和ケア・在宅医療に対する相談や情報提供などである。
ただし担当医に代わって診断や治療方針を判断することはない。

### 施設別がん登録件数検索システム
2007年に厚生労働省によってがん対策推進基本計画が策定され、本格的にがん対策が始められたことにより、がん診療連携拠点病院等では、院内がん登録の整備が始まった。このデータを利用して、病院ごとに、がん種別の診療経験数を検索できる「施設別がん登録件数検索システム」が2009年に完成した。
2016年現在、2009年から2013年に登録されたデータを使って各がんの種類を指定して病院毎の件数を検索することが可能。がん情報サービスサポートセンター、国立がん研究センター中央病院・東病院、全国の都道府県がん診療拠点病院のがん相談支援センターにて、患者・家族の相談のために活用されている。

## がん専門相談員
がん相談支援センターは、国立がんセンターがん対策情報センターによる「相談支援センター相談員研修・基礎研修（1）～（3）」を修了したがん専門相談員によって構成されている。
基礎研修（1）は、がん対策、がん相談支援センター／がん専門相談員に求められる基本的な姿勢、相談支援、社会資源、臨床腫瘍学、精神腫瘍学、緩和ケアの7科目。
基礎研修（2）は、がん予防、がん検診、診療ガイドライン・エビデンス、支持療法、臨床試験、肺がん、乳がん、胃がん、大腸がん、肝がん、血液がん、アスベスト関連疾患とその補償について、の12科目で構成されている。
基礎研修（3）では、がん専門相談員の役割、コミュニケーションスキル、相談支援のプロセス、患者団体等による当事者活動に関する講義の他、乳がん患者への相談支援や肺がん患者の家族への相談支援をグループワーク形式で行う。
がん専門相談員の職種と人数は、がん情報サービスで公開されている各病院のがん専門相談員の内訳データから算出した結果、平成27年現在、ソーシャルワーカー・社会福祉士1226人（43.3%）、看護師1013人（35.8%）、事務員162人（5.7%）、心理士99人（3.5%）、精神保健福祉士86人（3.0%）、医師77人（2.7%）、他にも保健師、薬剤師、管理栄養士などの他職種ががん専門相談員として対応している。

### 国立がん研究センター認定がん専門相談員
平成27年度より国立がん研究センターで、「国立がん研究センター認定がん専門相談員」（以下、認定がん専門相談員）の認定事業が開始した。平成28年度より「国立がん研究センター認定がん相談支援センター」の設置を開始する予定。

## 広報・周知活動
がん相談支援センターの一般市民における認知度は、約３割（平成21年）、約3割（平成25年）、拠点病院内のがん体験者でも約5割（平成27年）、と依然として低い。病院によって相談支援センターの名称が異なっていたが、平成26年1月に「がん相談支援センター」の併記が義務化され、その後、平成27年5月にPR素材が作成されるなど、広報・周知活動を積極的に行っている。がん情報サービスに報告のあったPRイベントは、全国で27イベントが39日間に渡って行われた。

## 連携機関

### がん情報サービスサポートセンター
国立がん研究センターがん対策情報センターに設置されているがん情報サービスサポートセンターは、がん患者や家族、知人、など全国誰でも無料で利用できる、電話のみの相談支援。がん情報サービスサポートセンターによる、がん相談支援センターの紹介も行われている。主にがん診療連携拠点病院の情報を扱っており、地域の病院に関する相談に対しては、がん相談支援センターを紹介している。

### 地域統括がん相談支援センター
拠点病院に設置されているがん相談支援センターとは別に、都道府県に設置されている、県民を対象としたがんに関する相談窓口。平成23年度に設置が始まった。県民であれば誰でも無料で利用できる。平成28年現在、宮城県、千葉県、新潟県、富山県、山梨県、三重県、滋賀県、京都府、奈良県、山口県、高知県、沖縄県に設置されている。県主催の研修を修了した、がん体験者の相談員であるピアサポーターの養成、県内の患者サロンや患者会の支援、学校でのがん教育、がん患者の就労支援など様々な活動を行っている。なお、取り組み内容は各県により異なっている。